# Osadné
Osadné (maďarsky Telepóc, rusínsky Осадне) je obec v Okrese Snina na východním Slovensku. Obec se rozkládá na březích řeky Udavy v nadmořské výšce 394 m jižně od Národního parku Poloniny a CHKO Východné Karpaty.  Žije zde 150 obyvatel. V obci se nachází několik chalup vesměs nepřesahujících stářím sto let, řeckokatolický kostel, pravoslavný kostel s ostatky vojáků z první světové války a ústav pro postižené. Současným starostou obce je Róbert Mikuláško.

## Etymologie
Se jménem Osadné se setkáváme prvně v roce 1948. Předtím se obec nazývala Telepovce a vznikla někdy mezi polovinou 15. a polovinou 16. století.

## Popis
Jak již bylo zmíněno v úvodu, obec je rozprostřena v délce několika set metrů po obou březích řeky Údavy. Obcí prochází asfaltovaná silnice pokračující směrem na jih do vesnice Hostovice. Ve směru na sever je pak ukončena zákazem vjezdu na hranici CHKO Východné Karpaty. Je tedy orientována ve směru sever-jih. Do obce zajíždí pravidelná autobusová linka z okresního města Snina. Na severu obce se na pravém břehu nachází ústav pro postižené a dále několik tradičních roubených chalup. Na levém břehu jsou to pak ze severu řeckokatolický klasicistní kostel z roku 1792 obklopený volně přístupným hřbitovem a o několik desítek metrů níže pravoslavný kostel ve staroruském stylu z roku 1930. V kryptě kostela pak ostatky 1025 vojáků z první světové války. Na severu začíná v obci žlutá turistická značka, která dále pokračuje na sever přes hraniční vrchol Balnica do Polska. Severně od obce se v lesích při hranici s Polskem nachází lesnická naučná stezka.